# Charlotte Beaumont
Charlotte Beaumont (Watford, 28 luglio 1995) è un'attrice britannica.

## Filmografia parziale

### Cinema
- Sex & Drugs & Rock & Roll, regia di Mat Whitecross (2010)
- 6 Bullets (Six Bullets), regia di Ernie Barbarash (2012)
- Jupiter - Il destino dell'universo (Jupiter Ascending), regia di The Wachowskis (2015)

### Televisione
- EastEnders (2010)
- Doctors (2010)
- Broadchurch (2013-2017)
- Waterloo Road (2013-2017)